# لوچانا تورینا
لوچانا تورینا (ایتالیایی: Luciana Turina؛ زادهٔ ۱۳ اوت ۱۹۴۶) خواننده، بازیگر و مجری تلویزیون اهل ایتالیا است.
از فیلم‌ها یا برنامه‌های تلویزیونی که وی در آن نقش داشته‌است، می‌توان به برادر تاتسیو، اهل ولتری، قصه‌های رومی یک تازه‌کار سابق، همان دریا، همان ساحل، شب‌های گناه‌آلود پیترو آرتینو، راهبه دیر کاسترو، رسوایی در خانواده، شبحی در تختخوابم هست، زندان زنان، شهر زنان، راهبه آتش‌پاره و سلام مریخی اشاره کرد.